# Biareża
Biareża (biał. Бярэжа; ros. Бережа, Bierieża) – wieś na Białorusi, w obwodzie mińskim, w rejonie dzierżyńskim, w sielsowiecie Fanipol.
Współcześnie miejscowość obejmuje także dawny zaścianek (folwark) Staśki.

## Transport
Znajduje się tu przystanek kolejowy Biareża, a w pobliżu przystanek kolejowy Piacihorje, położone na linii Moskwa – Mińsk – Brześć.

## Historia
Staśki wchodziły w skład hrabstwa kojdanowskiego Radziwiłłów. W XIX i w początkach XX w. Biareża (Bereżje) i Staśki położone były w Rosji, w guberni mińskiej, w powiecie mińskim.
Po I wojnie światowej pod administracją polską, w Zarządzie Cywilnym Ziem Wschodnich, w okręgu mińskim, w powiecie mińskim.
W wyniku postanowień traktatu ryskiego znalazły się w granicach Związku Sowieckiego. W latach 1932–1937 w Polskim Rejonie Narodowym im. Feliksa Dzierżyńskiego. Od 1991 w niepodległej Białorusi.